# Campanula dzaaku
Campanula dzaaku är en klockväxtart som beskrevs av Nicholas Michailovitj Albov. Campanula dzaaku ingår i släktet blåklockor, och familjen klockväxter. Inga underarter finns listade i Catalogue of Life.